# 帕賴索德查巴斯肯
帕賴索德查巴斯肯（西班牙語：Paraíso de Chabasquén），是委內瑞拉的城鎮，位於該國西北部波圖格薩州，是何塞比森特德溫達市的首府，海拔高度660米，主要經濟活動是農業，農產品有咖啡和香蕉，人口20,574。